# Nya Nederländerna
Nya Nederländerna  (nederländska: Nieuw-Nederland - Nova Belgica, Novum Belgium), var under 1600-talet en kolonial provins på östkusten i Nordamerika. Den tillhörde Republiken De sju förenade Nederländerna, som gjorde anspråk på territorier från Delmarvahalvön till sydvästra Cape Cod. De bebodda områdena ingår numera i regionen Mid-Atlantic – New York, New Jersey, Delaware och Connecticut, med små utposter i Pennsylvania och Rhode Island. Provinshuvudstaden Nya Amsterdam var belägen vid södra spetsen av ön Manhattan vid Upper New York Bay.

## Historik

### Bakgrund
Kolonin utformades som ett privat företag för att utnyttja den nordamerikanska pälshandeln. Nya Nederländerna befolkades långsamt under dess första årtionden, delvis som ett resultat av dålig förvaltningspolitik av Nederländska Västindiska Kompaniet och konflikter med indianerna. Bosättningen Nya Sverige utvecklades på dess södra flank, och dess nordliga gräns ritades om som ett erkännande av den tidiga expansionen av New England.

### Storhetstid och fall
Under 1650-talet upplevde kolonin en dramatisk tillväxt och blev en viktig hamn för handeln i Nordatlanten. Nya Sverige intogs och övertogs 1655, vilket ändade Sveriges tid som konkurrerande makt i området. Istället ökade pressen från britterna som slutligen kom att ta kontroll över hela Nya Nederländerna. Överlämnandet av Fort Amsterdam till britternas kontroll år 1664 formaliserades år 1667 och bidrog till det andra anglo-holländska kriget. År 1673 tog holländarna tillbaka området men överlät det senare under Westminsterfördraget 1674 som avslutade det tredje anglo-holländska kriget.

### Befolkning och kultur
Invånarna i Nya Nederländerna var indianer, européer och afrikaner; de senare importerades främst som förslavade arbetare. Ättlingar till de ursprungliga bosättarna spelade en framträdande roll i det koloniala Nordamerika. Under två århundraden kännetecknade kulturen i regionen (dagens Capital District runt Albany, Hudson Valley, västra Long Island, nordöstra New Jersey och de fem stadsdelarna i New York City) av den nederländska kulturen. Begreppen medborgerliga rättigheter och pluralism infördes i provinsen, och dessa blev stöttepelare i det politiska och sociala livet i Storbritanniens nordamerikanska kolonier.